# Jacob-Mayer-Realschule
Die Jacob-Mayer-Realschule Bochum war eine Realschule in Bochum. Namensgeber war der Fabrikant und Erfinder des modernen Stahlformgusses Jacob Mayer, Gründer des stadtbestimmenden Stahlkonzerns Bochumer Verein. Das Schulgebäude befand sich in der Bochumer Innenstadt am Westring und beherbergt heute die Musikschule der Stadt Bochum. Ein großflächiges Mosaik von Hans-Jürgen Schlieker in der Eingangshalle zeigt Stahlarbeiter beim Hochofenabstich und dem Guss von Glocken, dem Markenzeichen des Bochumer Verein.

## Geschichte
Die Jacob-Mayer-Realschule wurde unter dem Namen Ostern 1939 als „Mittelschule für Jungen“ gegründet und war in Gebäuden an der Blücherstraße, Pestalozzistraße und Liebfrauenstraße untergebracht, bis sie in dem Gebäude am Westring untergebracht wurde, das im Jahr 1956 von der Stadt Bochum nach Plänen des Architekten Jensen errichtet wurde.
Die Schule wurde als erster Realschul-Neubau nach dem Zweiten Weltkrieg 1956 eingeweiht. Neben dem Oberbürgermeister Fritz Heinemann sprach bei der Eröffnungsfeier auch der Alt-Oberbürgermeister Willi Geldmacher, in seiner Eigenschaft als Hüttendirektor des Bochumer Verein, welcher das Mosaik gespendet hat.
Vorletzter Rektor der Jacob-Mayer-Realschule war der Wattenscheider Oberbürgermeister Erwin Topp, der bei einem Flugzeugabsturz am 22. Januar 1971 ums Leben kam. Ab 1972 bis zu ihrer Schließung war Artur Wittkämper Rektor der Schule im Jahr 1985.
Am 14. Mai 1985 beschloss der Rat der Stadt Bochum die stufenweise Auflösung der Schule, da mit einer Anmeldung von 27 Schülern die vom Gesetz geforderte Mindestzügigkeit nicht mehr gegeben war.
Im Zuge der Neuordnung des Innenstadtbereiches um das Bochumer Rathaus wurde auch über ein Abriss des Schulgebäudes nachgedacht.

## Bekannte Lehrer
- Walter Kruse (1912–1999), Kunsterzieher
- Gerhard Hetz (1942–2012), Sportlehrer
- Hermann Metzger (1919–2012), Kunsterzieher